# 14. januar
14. januar je 14. dan leta v gregorijanskem koledarju. Ostaja še 351 dni (352 v prestopnih letih).

## Dogodki
- 1514 – papež Leon X. izda bulo proti suženjstvu
- 1526 – habsburški cesar Karel V. v Madridu prisili francoskega kralja Franca I. k podpisu nikoli ratificirane pogodbe, s katero bi se Francija odpovedala posestvom v Italiji, Flandriji, Tournaiju in Artoisu
- 1539 – Španija aneksira Kubo
- 1690 – nürnberški izdelovalec glasbil Johann Christoph Denner izumi klarinet
- 1784 – z ameriško ratifikacijo mirovnega sporazuma z Združenim kraljestvom se konča ameriška vojna za neodvisnost
- 1865 – v Celovcu začne izhajati časnik Slovenec
- 1900 – v Rimu premierno uprizorijo Puccinijevo opero Tosca
- 1907 – močan potres v prestolnici Jamajke, Kingstonu zahteva preko 1.000 (tisoč) smrtnih žrtev
- 1943 – začetek konference v Casablanci
- 1951 – Basilios postane prvi abuna (oče, voditelj) etiopske cerkve etiopskega rodu, s čimer se konča 16 stoletij dolgo obdobje egiptovskih abun
- 1953 – Tito postane predsednik Jugoslavije
- 2004 – v Gruziji po petih stoletjih uvedejo staro državno zastavo s petimi križi
- 2006 – konec dvojnega obtoka evrov in tolarjev v Sloveniji
- 2010 – Jemen napove odprto vojno proti teroristični skupini Al Kaidi

## Rojstva
- 83 pr. n. št. - Mark Antonij, rimski general in politik († 30 pr. n. št.)
- 1131 – Valdemar I., danski kralj († 1182)
- 1273 – Ivana I. Navarska, grofica Šampanje, kraljica Navare[1], francoska kraljica († 1305)
- 1552 – Alberico Gentili, italijanski pravnik († 1608)
- 1767 – Marija Tereza Avstrijska, saška kraljica († 1827)
- 1798 – Johan Rudolf Thorbecke, nizozemski državnik († 1872)
- 1800 – Ludwig Ritter von Köchel, avstrijski muzikolog, učenjak († 1877)
- 1818 – Zacharias Topelius, finski pisatelj († 1898)
- 1847 – Borden Parker Bowne, ameriški filozof († 1910)
- 1861 – Mehmed VI., turški sultan († 1926)
- 1875 – Albert Schweitzer, nemško-alzaški zdravnik, človekoljub, filozof, nobelovec 1952 († 1965)
- 1887 – Hugo Dyonizy Steinhaus, poljski matematik († 1972)
- 1892 – Harry Eugene »Hal« Roach, ameriški filmski režiser, pisatelj († 1992)
- 1898 – Fran Roš, slovenski pisatelj († 1976)
- 1901 – Alfred Tarski, poljski logik, matematik in filozof († 1983)
- 1904 – sir Cecil Walter Hardy Beaton, angleški fotograf († 1980)
- 1941
  - Faye Dunaway
  - Milan Kučan, slovenski politik, državnik
- 1965 – Šamil Basajev, čečenski terorist († 2006)

## Smrti
- 768 – Fruela I. Asturski (* okoli 722)
- 1092 –
  - Vratislav II., češki vojvoda in kralj (* okoli 1032)
  - Konrad I., češki vojvoda (* okoli 1035)
- 1163 – Ladislav II., ogrski kralj (* 1131)
- 1198 – Odon iz Novare, italijanski menih, svetnik (* 1100)
- 1236 – Sveti Sava, prvi srbski nadškof, svetnik (* 1174)
- 1301 – Andrej III., ogrski kralj (* 1265)
- 1331 – Odorik iz Pordenoneja, italijanski (beneški) frančiškanski misijonar, popotnik, potopisec (* 1286)
- 1676 – Francesco Cavalli, italijanski skladatelj (* 1602)
- 1701 – Micukuni Tokugava, japonski fevdalec, zgodovinar (* 1628)
- 1742 – Edmond Halley, angleški astronom, geofizik, matematik, fizik (* 1656)
- 1753 – George Berkeley, irski teolog in filozof (* 1685)
- 1867 – Jean Auguste Dominique Ingres, francoski slikar (* 1780)
- 1874 – Johann Philipp Reis, nemški fizik, izumitelj (* 1834)
- 1885 – Rodolphe Bresdin, francoski graver, litograf (* 1822)
- 1898 – Charles Lutwidge Dodgson - Lewis Caroll, angleški pisatelj, matematik (* 1832)
- 1901 – Charles Hermite, francoski matematik (* 1822)
- 1905 – Ernst Karl Abbe, nemški fizik (* 1840)
- 1950 – Janko (Juan) Benigar, slovenski jezikoslovec, etnolog (* 1883)
- 1957 – Humphrey Bogart, ameriški filmski igralec (* 1899)
- 1963 – Julij Betetto, slovenski basist, operni pevec, pedagog (* 1885)
- 1966 – Sergej Pavlovič Koroljov, ruski raketni inženir (* 1907)
- 1970 – Vilim Srećko Feller, hrvaško-ameriški matematik (* 1906)
- 1978 – Kurt Gödel, avstrijsko-ameriški matematik, logik (* 1906)
- 1984 – Ray Arthur Kroc, ameriški podjetnik, ustanovitelj McDonald'sa (* 1902)
- 1985 – Lama Anagarika Govinda (Ernst Lothar Hoffman), nemški tibetanski budistični filozof (* 1898)
- 1988 – Georgij Maksimiljanovič Malenkov, ruski politik (* 1902)
- 2016 – Alan Rickman, angleški gledališki in filmski igralec (*1946)
- 2019 – Paweł Adamowicz, poljski politik (* 1965)

## Prazniki in obredi
- Pravoslavna cerkev praznuje po julijanskem koledarju novo leto.

## God
- sveti Malahija
- sveti Hilarij
- sveti Odon iz Novare
- sveti Sava

1. ↑  oboje iure uxoris